# Can't Help but Wait
Can't Help but Wait è il secondo singolo di Trey Songz estratto dall'album Trey Day. È stato scritto da Johntá Austin e prodotto dal team Stargate ed è uscito negli Stati Uniti il 6 agosto 2007. Il pezzo è arrivato al numero 2 della Billboard Hot R&B/Hip-Hop Songs.
La canzone fu nomitata come Best Male R&B Vocal Performance ai Grammy Awards 2009 ma perse contro Miss Independent di Ne-Yo.

## Video
Il videoclip del singolo rispecchia il testo del brano: l'ambientazione si svolge principalmente nell'ipotetico appartamento del cantante, il quale è costretto ad ascoltare ogni giorno le urla del vicino di casa che maltratta la propria ragazza. Il video mostra scene alternate dell'artista nel suo appartamento e di quello che succede nell'appartamento contiguo. Il cantante incontra successivamente la giovane in un locale, lei lo saluta e si siede al suo tavolo, ma appena le arriva un SMS e lo legge, se ne va con la scusa di un impegno improvviso. Ritroviamo poi l'artista a casa mentre disegna, e nello stesso momento, nell'appartamento accanto, il vicino getta per terra la cena preparata dalla fidanzata. Finalmente il cantante reagisce alle angherie che la ragazza è costretta a subire quando li trova sul marciapiede davanti al portone del palazzo: si getta addosso al suo fidanzato e si azzuffano. Il video si conclude con la ragazza che torna nel palazzo, ma stavolta per andare a trovare il cantante, e mentre si avvicina a lui per baciarlo, passa l'ex ragazzo che li vede.

## Ricezione
Il 6 ottobre del 2007 la canzone ha debuttato nella Billboard Hot 100 statunitense alla posizione n.99. È poi salita alla n.71 durante la sua seconda settimana di presenza in classifica, per poi arrivare fino al numero 14. Il singolo è diventato il brano di maggior successo per il cantante, oltre al primo da solista ad essere entrato in top40. Il cantante aveva già raggiunto la stessa posizione nella Hot 100 nel 2005 grazie alla sua partecipazione nel singolo di Twista Girl Tonite. Nelle classifiche R&B il singolo è arrivato fino alla seconda posizione, diventando anche in questo territorio il singolo di maggior successo dell'artista.

## Posizioni in classifica negli Stati Uniti
| Classifica (2008)                    | Posizione |
| ------------------------------------ | --------- |
| U.S. Billboard Hot 100               | 14        |
| U.S. Billboard Hot 100 Airplay       | 7         |
| U.S. Billboard Hot R&B/Hip-Hop Songs | 2         |
| U.S. Billboard Pop 100               | 75        |
| U.S. Billboard Rhythmic Songs        | 9         |